# Dentex fourmanoiri
Dentex fourmanoiri är en fiskart som beskrevs av Akazaki och Séret, 1999. Dentex fourmanoiri ingår i släktet Dentex och familjen havsrudefiskar. Inga underarter finns listade i Catalogue of Life.